# 1999年香港電影作品列表
本列表列出1999年所上映的香港電影作品，以按照欄位中使用「上映日期」排列。
| 片名                         | 英文片名                                | 導演           | 重要演員                               | 上映日期          |
| 失業皇帝                     | Afraid of Nothing, the Jobless King     | 馬偉豪         | 羅嘉良、梁詠琪、黎耀祥、江希文         | 01月1日-01月21日  |
| 天旋地戀                     | When I Look Upon the Stars              | 林超賢         | 古巨基、舒淇、李璨琛、陳穎妍           | 01月9日-01月20日  |
| 去年煙花特別多               | The Longest Summer                      | 陳果           | 李璨琛、何華超、谷祖琳、黎志豪         | 01月14日-02月12日 |
| 新羔羊醫生                   | Trust Me U Die                          | 鍾少雄         | 任達華、鄭浩南、陳英麗、李璨琛         | 01月21日-01月29日 |
| 轟天綁架大富豪               | Big Spender                             | 馬天耀         | 呂良偉、葉童、雷宇揚、于榮光           | 01月21日-02月10日 |
| 陰陽路五之一見發財           | Troublesome Night 5                     | 邱禮濤         | 古天樂、吳毅將、李蕙敏、雷宇揚         | 01月22日-02月12日 |
| 強姦終極篇之最後羔羊         | Raped By An Angel 4: The Rapist's Union | 王晶           | 朱茵、關秀媚、張家輝、姚樂怡           | 01月30日-02月12日 |
| 心猿意馬                     | The Accident                            | 李志超         | 連凱、黃佩霞、謝賢、黎姿               | 01月30日-02月12日 |
| 1959某日某                   | What You Gonna Do, Sai Fung             | 歐錦棠         | 歐錦棠、杜汶澤、李潤祺、張文慈         | 02月4日-02月10日  |
| 喜劇之王                     | King of Comedy                          | 李力持 周星馳  | 周星馳、張柏芝、莫文蔚、吳孟達         | 02月13日-03月31日 |
| 玻璃樽                       | Gorgeous. Literally: Glass Bottle       | 谷德昭         | 成龍、梁朝偉、舒淇、周華健             | 02月13日-03月31日 |
| 愛情夢幻號                   | Fascination Amour                       | 邱禮濤         | 劉德華、石田光、何嘉莉、瞿穎           | 02月13日-03月19日 |
| O記三合會檔案                | The H.K. Triad                          | 霍耀良         | 劉青雲、朱茵、吳鎮宇、彭丹             | 03月13日-03月31日 |
| 自殺前14天                   | Fourteen Days Before Suicide            | 黃家輝         | 雷宇揚、黎耀祥、錢嘉樂、周文健         | 03月20日-03月31日 |
| 水滸傳之英雄好色             | Water Margin: Heroes' Sex Stories       | 林一鑫         | 夏木愛人、蔡貞貞、于晴、徐錦江         | 03月27日-04月14日 |
| 黑馬王子                     | Prince Charming                         | 王晶           | 劉德華、李嘉欣、葉德嫻、張家輝         | 04月1日-05月5日   |
| 星月童話                     | Moonlight Express                       | 李仁港         | 張國榮、常盤貴子、廖啟智、惠天賜       | 04月1日-05月5日   |
| 千言萬語                     | Ordinary Heroes                         | 許鞍華         | 李麗珍、黃秋生、謝君豪、鮑起靜         | 04月15日-05月19日 |
| 生人勿近之問米               | Horoscope 1: The Voice from Hell        | 鄭偉文         | 朱茵、錢嘉樂、尹天照、張文慈           | 04月24日-05月12日 |
| 黃金惡夢                     | The Golden Nightmare                    | 盧寶山         | 莫少聰、吳辰君、周文健、連凱           | 05月1日-05月6日   |
| 陰魂不散                     | Immortal Spirit                         | 羅舜泉         | 王敏德、黃佩霞、伍詠薇、羅麗莎、何華超 | 05月1日-05月26日  |
| 四個廚師一圍菜               | Four Chefs and a Feast                  | 李國立         | 陳小春、吳倩蓮、金士傑、郎雄、黎耀祥   | 05月1日-??月??日  |
| 再見阿郎                     | Where a Good Man Goes                   | 杜琪峰         | 劉青雲、黃卓玲、林雪、黎耀祥           | 05月7日-05月28日  |
| 金枝玉葉之睡在下流社會的日子 | Undercover Girls                        | 石秉真         | 翁虹、嘉玲、曾燕、錢小豪               | 05月13日-05月19日 |
| 蜜桃成熟時3蜜桃仙子          | The Fruit is Ripe                       | 錢文琦         | 芳正、王書麒、黃子揚、張小蕙           | 05月13日-05月28日 |
| 勾魂惡夢                     | Erotic Nightmare                        | 鄭偉文         | 黃秋生、尹天照、張文慈、吳廷燁         | 05月20日-06月4日  |
| 醫神                         | The Doctor in Spite of Himself          | 劉國輝         | 張達明、伍詠薇、蔡少芬、黎耀祥         | 05月22日-06月7日  |
| 天上人間                     | Love Will Tear Us Apart                 | 余力為         | 梁家輝、呂麗萍、王寧、周智生           | 05月27日-06月10日 |
| 原始武器                     | Body Weapon                             | 張敏           | 張慧儀、趙文卓、歐錦棠、徐錦江         | 05月29日-06月10日 |
| 黑道風雲之收數王             | The King of Debt Collecting Agency      | 黎繼明         | 張家輝、李璨琛、黃秋生、吳鎮宇         | 05月29日-06月17日 |
| 親蜜情人之無限誘惑           | Temptation of an Angel                  | 朱繼生         | 鄒兆龍、周文健、郁芳、關寶慧           | 06月5日-06月10日  |
| 殺手自由人                   | Hitman's call                           | 高飛           | 錢小豪、曹查理、高飛、李淑梅           | 06月5日-06月11日  |
| 電影鴨                       | Gigolo of Chinese Hollywood             | 鍾澍佳         | 曾志偉、陳百祥、羅嘉良、關秀媚         | 06月11日-06月24日 |
| 三五成群                     | Street Kids Violence                    | 錢昇瑋         | 紀家發、陳芷菁、李健仁、張豪龍         | 06月11日-06月17日 |
| 99雪在燒                     | Burning with Desire                     | 高飛           | 曹查理、高飛、金淑姬、鄧永豪           | 06月12日-06月18日 |
| 特警新人類                   | Gen-x Cops                              | 陳木勝         | 謝霆鋒、吳彥祖、李璨琛、葉佩雯         | 06月18日-07月21日 |
| 四級殺人狂2男瘋              |                                         | 侯永財         | 林偉、陳綺明、許彥鈞、紀臻             | 06月18日-06月23日 |
| 皇者之種                     | Royal Sperm                             | 高飛           | 錢小豪、雷宇揚、李淑梅、高飛           | 06月19日-06月25日 |
| 陰差陽錯                     | Hanky Panky                             | 李玉珍         | 關寶慧、黎耀祥、姚樂怡、張達明         | 06月24日-06月30日 |
| 賭俠大戰拉斯維加斯           |                                         | 王晶           | 劉德華、張家輝、陳百祥、林熙蕾         | 06月25日-07月21日 |
| 護花情迷                     |                                         | 劉俊輝         | 林威、崔彼得、韓小冰、劉俊輝           | 06月26日-07月3日  |
| 還我情心                     |                                         | 蔡明潔         | 吳奇隆、蔡少芬、吳啟華、馬德鐘         | 07月1日-07月19日  |
| 第100日                      |                                         | 鄭保瑞         | 林雅詩、陳國邦、陳萬雷、周子駒         | 07月1日-07月8日   |
| 根太軟                       |                                         | 劉俊輝         | 曹查理、韓小冰、金喬柏、崔彼得         | 07月3日-07月9日   |
| 怪異集之你回來吧             |                                         | 王日平         | 丁子峻、徐錦江、彭浩翔、林依彤         | 07月9日-07月15日  |
| 藍色情迷                     |                                         | 李釗           | 張耀揚、那雅舒、連聯、徐錦江           | 07月10日-07月16日 |
| 蕩女癡男                     |                                         | 彭俊偉         | 徐錦江、吳毅將、洪欣、陳惠敏           | 07月14日-07月19日 |
| 鬼咁過癮                     |                                         | 郭偉鍾         | 黎耀祥、莫家堯、袁偉豪、歐子欣         | 07月16日-07月22日 |
| 小心女人                     |                                         | 李釗           | 寶佩如、連聯、徐錦江、李釗             | 07月17日-07月23日 |
| 風流名妓蘇小小               |                                         | 林義雄         | 徐錦江、莫少琳、彭丹、林梃生           | 07月17日-07月27日 |
| 中華英雄                     |                                         | 劉偉強         | 鄭伊健、舒淇、楊恭如、謝霆鋒           | 07月17日-08月20日 |
| 真心話                       |                                         | 爾冬升         | 何潤東、範文芳、錢嘉樂、鄭佩佩         | 07月20日-09月1日  |
| 界刀淫魔                     |                                         | 陳少雄 何錦燦  | 歐陽耀麟、周恩恩、張家慈、陳仲維       | 07月24日-07月30日 |
| 上帝之手                     |                                         | 童琛           | 黃秋生、李璨琛、黃家諾、陳惠敏         | 07月29日-08月4日  |
| 薄餅速遞                     |                                         | 梁凱傑         | 羅慧娟、袁偉豪、車保羅、施介強         | 07月30日-08月5日  |
| 偉哥也瘋狂                   |                                         | 羅曼迪         | 雷宇揚、韓永年、李淑姬、張玄正         | 07月31日-08月12日 |
| 千王之王2000                 |                                         | 王晶           | 周星馳、張家輝、王晶、林熙蕾           | 08月5日-08月31日  |
| 爆裂刑警                     |                                         | 葉偉信         | 吳鎮宇、古天樂、莫雅倫、林美貞         | 08月5日-09月8日   |
| 怪異集之快離開吧             |                                         | 王日平         | 丁子峻、杜大偉、林依彤、馬小靈         | 08月6日-08月12日  |
| 二奶奪位                     |                                         | 陳少雄 何錦燦  | 歐陽耀麟、周恩恩、王少玲、曾燕         | 08月11日-08月19日 |
| 人肉玩具                     |                                         | 梁鴻華         | 莫家堯、黃秋生、姚樂怡、湯寶如         | 08月12日-08月20日 |
| 死蠢                         |                                         | 麥殿邦         | 林依彤、陳國邦、袁偉豪、施介強         | 08月13日-08月19日 |
| 七月又十四信不信由你         |                                         | 錢昇瑋         | 吳鎮宇、李璨琛、蒙嘉慧、陳穎妍         | 08月20日-09月9日  |
| 星願                         |                                         | 馬楚成         | 任賢齊、張柏芝、蘇永康、曾志偉         | 08月21日-10月6日  |
| 驚艷危情                     |                                         | 杜伯航         | 何家駒、張雅麗、張美水、梁深龍         | 08月21日-08月27日 |
| 電腦危情                     |                                         | 高飛           | 曹查理、高飛、張玄正                   | 08月28日-09月5日  |
| 陰陽路之凶週刊               |                                         | 邱禮濤         | 古天樂、黎姿、雷宇揚、羅蘭             | 09月1日-09月22日  |
| 艷降勾魂                     |                                         | 方源盛         | 陳寶蓮、大友利奈、江欣燕、戴志偉       | 09月4日-09月8日   |
| 紙包夢驚魂                   |                                         | 陳少雄 何錦燦  | 歐陽耀麟、周恩恩、劉民俊、曾燕         | 09月6日-09月10日  |
| 天使之城                     |                                         | 關信輝         | 喬宏、小金子、陳嘉輝、梁榮忠           | 09月9日-10月6日   |
| 反骨仔                       |                                         | 藍志偉         | 黃秋生、陶大宇、林美貞、雷宇揚         | 09月9日-09月22日  |
| 愛滋初體驗                   |                                         | 雷瑞麟         | 羅家英、藍潔瑛、彭丹、劉少君           | 09月9日-09月15日  |
| 黑社會檔案之黑金帝國         |                                         | 黎繼明         | 黃秋生、陳惠敏、彭丹、午馬             | 09月10日-09月22日 |
| 新家法                       |                                         | 鄭偉文         | 古天樂、楊恭如、方中信、李璨琛         | 09月10日-09月22日 |
| 屍家保鏢                     |                                         | 郭偉鍾         | 洪天明、曹永廉、鄧兆尊、姚樂怡         | 09月10日-09月16日 |
| 劫殺愛美神                   |                                         | 杜伯航         | 何家駒、林挺生、夏瑞貞、林佩霞         | 09月11日-09月20日 |
| 怪談之魔鏡                   |                                         | 蕭榮           | 謝霆鋒、林心如、何嘉莉、羅蘭           | 09月16日-10月6日  |
| 女色狼                       |                                         | 李兆基         | 曹查理、楊梵、林偉健、徐錦江           | 09月18日-09月22日 |
| 渡假屋偷窺事件               |                                         | 陳少雄 何錦燦  | 歐陽耀麟、周恩恩、黃金堂、劉家榮       | 09月20日-09月26日 |
| 暗戰                         |                                         | 杜琪峰         | 劉德華、劉青雲、蒙嘉慧、李子雄         | 09月23日-10月27日 |
| 心動                         |                                         | 張艾嘉         | 金城武、梁詠琪、莫文蔚、金燕玲         | 09月23日-10月27日 |
| 網上怪談之凶靈對話           |                                         | 黃頌寧         | 朱永棠、謝天華、江希文、尹揚明         | 09月24日-09月30日 |
| 玉蒲團之極樂寶鑒             |                                         | 葉天行         | 宮雪花、潘震偉、陳國權、姜浩文         | 09月25日-10月8日  |
| 旺角靚妹仔                   |                                         | 劉孝偉         | 雷宇揚、彭丹、徐錦江、李兆基           | 09月30日-10月6日  |
| 舞廳                         |                                         | 羅舜泉         | 任達華、黃卓玲、陳芷菁、文頌嫻         | 10月5日-10月15日  |
| 驚天動地                     |                                         | 阮世生         | 方中信、高捷、陳子聰、李婷宜           | 10月7日-10月15日  |
| 屍氣逼人                     |                                         | 林幟           | 尹天照、麥家琪、杜汶澤、羅蘭           | 10月8日-10月14日  |
| 致命誘惑                     |                                         | 李釗           | 張耀揚、連聯、孫雪梅、劉淩             | 10月9日-10月15日  |
| 流星語                       |                                         | 張之亮         | 張國榮、狄龍、吳家麗、李蕙敏           | 10月14日-11月17日 |
| 龍在邊緣                     |                                         | 霍耀良         | 劉德華、古天樂、譚耀文、關秀媚         | 10月15日-11月4日  |
| 玉蒲團之淫行天下             |                                         | 葉天行         | 潘震偉、陳國權、姜皓文、王書麒         | 10月16日-10月22日 |
| 目露凶光                     |                                         | 林嶺東         | 劉青雲、梁家輝、郭藹明、黎耀祥         | 10月16日-11月12日 |
| 無問旅程                     |                                         | 陳輝           | 王合喜、何超儀、黃家諾、甘國亮         | 10月21日-10月27日 |
| 陽光員警                     |                                         | 勞劍華         | 馮德倫、張智堯、李心潔、童愛玲         | 10月28日-11月12日 |
| 生命只剩1小時                |                                         | 劉觀偉         | 洪朝豐、張達明、湯盈盈、海俊傑         | 10月28日-11月3日  |
| 山狗1999                     |                                         | 劉寶賢         | 黃秋生、黎駿、梁敏儀、梁焯滿           | 10月30日-11月4日  |
| 迷幻美少女                   |                                         | 陳少雄、何錦燦 | 歐陽耀麟、周恩恩、天寶、曾燕           | 10月30日-11月5日  |
| 鬼請你睇戲                   |                                         | 鍾少雄         | 錢嘉樂、雷宇揚、黎耀祥、陳浩民         | 10月30日-11月12日 |
| 山村老屍                     |                                         | 梁鴻華         | 吳鎮宇、黎姿、施念慈、海俊傑           | 11月4日-11月24日  |
| 化骨龍與千年蟲               |                                         | 張敏           | 張家輝、李修賢、羅蘭                   | 11月5日-11月18日  |
| 半支煙                       |                                         | 葉錦鴻         | 曾志偉、謝霆鋒、舒淇、陳慧琳           | 11月5日-12月15日  |
| 玉蒲團之淫行無道             |                                         | 葉天行         | 潘震偉、陳國權、王書麒、姜皓文         | 11月6日-11月12日  |
| 迷失森林                     |                                         | 郭錦恩         | 呂良偉、陳孝萱、陳豪、彭嘉玲           | 11月11日-11月25日 |
| 緣份2000                     |                                         | 曹建南         | 趙薇、吳奇隆、何潤東、李綺虹           | 11月13日-12月2日  |
| 四人幫之錢唔夠洗             |                                         | 邱禮濤         | 李修賢、李璨琛、陳法蓉、盧惠光         | 11月18日-11月24日 |
| 鬼片王之再現凶榜             |                                         | 劉孝偉         | 王敏德、彭丹、李兆基、張文慈           | 11月18日-11月24日 |
| 生命渣Fit人                  |                                         | 亨利·潘        | 朱茵、黃貫中、王喜、黃美芬             | 11月18日-12月31日 |
| 鎗火                         |                                         | 杜琪峰         | 吳鎮宇、黃秋生、呂頌賢、張耀揚         | 11月19日-12月15日 |
| 甜言蜜語                     |                                         | 趙崇基         | 古天樂、蒙嘉慧、黃浩然、區淑貞         | 11月20日-12月15日 |
| 紫雨風暴                     |                                         | 陳德森         | 吳彥祖、甘國亮、周華健、何超儀         | 11月25日-12月31日 |
| 灣仔12妹                     |                                         | 劉孝偉         | 李璨琛、王敏德、李兆基、黎耀祥         | 11月25日-12月2日  |
| 玉蒲團之雲雨山莊             |                                         | 葉天行         | 潘震偉、姜浩文、黃美芬、陳國權         | 11月27日-12月10日 |
| 垂死一眼                     |                                         | 劉鎮明         | 王翊、連偉健、林依彤、顏仟汶           | 12月3日-12月9日   |
| 我愛777                      |                                         | 阮世生         | 譚耀文、舒淇、天心、吳君如             | 12月3日-12月16日  |
| 娛樂之王                     |                                         | 李炳光         | 張家輝、吳鎮宇、姚樂怡、小雪           | 12月3日-12月24日  |
| 唐朝禁宮秘史                 |                                         | 梁志明         | 潘震偉、楊梵、宮雪花、王偉             | 12月4日-12月10日  |
| 夜叉                         |                                         | 邱禮濤         | 古天樂、陳小春、柯受良、葉佩雯         | 12月9日-12月24日  |
| 古惑仔激情篇之洪興大飛哥     |                                         | 梁宏發         | 黃秋生、麥家琪、黎駿、林子善           | 12月10日-12月22日 |
| 玉蒲團之陽物性教             |                                         | 葉天行         | 潘震偉、姜浩文、黃美芬、陳國權         | 12月11日-12月23日 |
| 楊月樓傳                     |                                         | 李作楠         | 鄭浩南、劉錦玲、吳家麗、黃子揚         | 12月16日-12月23日 |
| 烈火戰車2極速傳說            |                                         | 劉偉強         | 鄭伊健、張柏芝、譚耀文、林熙蕾         | 12月18日-12月31日 |
| 週末狂熱                     |                                         | 麥兆輝         | 尹子維、蒙嘉慧、李璨琛、雷頌德         | 12月23日-12月31日 |
| 監獄風雲少年犯               |                                         | 鄭偉文         | 古天樂、吳志雄、雷宇揚、李泳豪         | 12月25日-12月31日 |
| 逆我者死                     |                                         | 林慶隆         | 吳鎮宇、雷宇揚、于榮光、張同祖         | 12月31日-12月31日 |